# Lista över fornlämningar i Hammarö kommun
Lista över fornlämningar i Hammarö kommun är en förteckning av ett urval av de fornlämningar som finns i Hammarö kommun.

## Hammarö
| Namn                              | Lämningstyp                      | Tillkomsttid | Historisk indelning | Plats           | Läge                 | ID-nr          | Bild                                      |
| --------------------------------- | -------------------------------- | ------------ | ------------------- | --------------- | -------------------- | -------------- | ----------------------------------------- |
| Vr 3/Hovlandastenen (Hammarö 1:1) | Runristning                      | Vikingatiden | Hammarö, Värmland   | Västra Hovlanda | 59.316333, 13.532446 | 10214700010001 | Ladda upp en till bild av detta fornminne |
| Hammarö 3:1                       | Hög                              |              | Hammarö, Värmland   |                 | 59.313503, 13.540100 | 10214700030001 | Ladda upp en bild av detta fornminne      |
| Hammarö 4:1                       | Stensättning                     |              | Hammarö, Värmland   |                 | 59.316532, 13.537650 | 10214700040001 | Ladda upp en bild av detta fornminne      |
| Hammarö 5:1                       | Stensättning                     |              | Hammarö, Värmland   |                 | 59.302334, 13.534540 | 10214700050001 | Ladda upp en bild av detta fornminne      |
| Hammarö 5:2                       | Stensättning                     |              | Hammarö, Värmland   |                 | 59.302122, 13.534988 | 10214700050002 | Ladda upp en bild av detta fornminne      |
| Hammarö 6:1                       | Stensättning                     |              | Hammarö, Värmland   |                 | 59.306204, 13.527819 | 10214700060001 | Ladda upp en bild av detta fornminne      |
| Hammarö 6:2                       | Stensättning                     |              | Hammarö, Värmland   |                 | 59.306025, 13.527884 | 10214700060002 | Ladda upp en bild av detta fornminne      |
| Hammarö 6:3                       | Stensättning                     |              | Hammarö, Värmland   |                 | 59.305915, 13.527750 | 10214700060003 | Ladda upp en bild av detta fornminne      |
| Spjälkullen (Hammarö 7:1)         | Gravfält                         |              | Hammarö, Värmland   |                 | 59.317521, 13.538666 | 10214700070001 | Ladda upp en bild av detta fornminne      |
| Hammarö 9:1                       | Stenkrets                        |              | Hammarö, Värmland   |                 | 59.320613, 13.491453 | 10214700090001 | Ladda upp en till bild av detta fornminne |
| Hammarö 11:1                      | Begravningsplats                 |              | Hammarö, Värmland   |                 | 59.318340, 13.476306 | 10214700110001 | Ladda upp en till bild av detta fornminne |
| Hammarö 13:1                      | Röse                             |              | Hammarö, Värmland   |                 | 59.351507, 13.598779 | 10214700130001 | Ladda upp en bild av detta fornminne      |
| Hammarö 18:1                      | Stenkrets                        |              | Hammarö, Värmland   |                 | 59.341748, 13.517646 | 10214700180001 | Ladda upp en bild av detta fornminne      |
| Hammarö 18:2                      | Stensättning                     |              | Hammarö, Värmland   |                 | 59.341620, 13.517705 | 10214700180002 | Ladda upp en bild av detta fornminne      |
| Hammarö 18:3                      | Stensättning                     |              | Hammarö, Värmland   |                 | 59.341701, 13.517932 | 10214700180003 | Ladda upp en till bild av detta fornminne |
| Hammarö 18:4                      | Stensättning                     |              | Hammarö, Värmland   |                 | 59.341777, 13.518139 | 10214700180004 | Ladda upp en bild av detta fornminne      |
| Hammarö 19:1                      | Gravfält                         |              | Hammarö, Värmland   |                 | 59.339814, 13.516841 | 10214700190001 | Ladda upp en bild av detta fornminne      |
| Hammarö 21:1                      | Hög                              |              | Hammarö, Värmland   |                 | 59.339402, 13.555672 | 10214700210001 | Ladda upp en bild av detta fornminne      |
| Hammarö 21:2                      | Hög                              |              | Hammarö, Värmland   |                 | 59.339461, 13.555492 | 10214700210002 | Ladda upp en bild av detta fornminne      |
| Hammarö 24:1                      | Begravningsplats                 |              | Hammarö, Värmland   |                 | 59.337575, 13.431022 | 10214700240001 | Ladda upp en till bild av detta fornminne |
| Hammarö 28:1                      | Hällristning                     |              | Hammarö, Värmland   |                 | 59.338952, 13.507256 | 10214700280001 | Ladda upp en bild av detta fornminne      |
| Hammarö 29:1                      | Hällristning                     |              | Hammarö, Värmland   |                 | 59.337190, 13.507164 | 10214700290001 | Ladda upp en bild av detta fornminne      |
| Hammarö 30:1                      | Gravfält                         |              | Hammarö, Värmland   |                 | 59.338814, 13.476637 | 10214700300001 | Ladda upp en bild av detta fornminne      |
| Hammarö 31:1                      | Hällristning                     |              | Hammarö, Värmland   |                 | 59.324084, 13.457437 | 10214700310001 | Ladda upp en till bild av detta fornminne |
| Hammarö 37:1                      | Stensättning                     |              | Hammarö, Värmland   |                 | 59.336491, 13.589155 | 10214700370001 | Ladda upp en bild av detta fornminne      |
| Hammarö 40:1                      | Stensättning                     |              | Hammarö, Värmland   |                 | 59.303929, 13.533640 | 10214700400001 | Ladda upp en bild av detta fornminne      |
| Hammarö 42:1                      | Stensättning                     |              | Hammarö, Värmland   |                 | 59.309989, 13.524492 | 10214700420001 | Ladda upp en bild av detta fornminne      |
| Hammarö 44:1                      | Stensättning                     |              | Hammarö, Värmland   |                 | 59.349923, 13.596983 | 10214700440001 | Ladda upp en bild av detta fornminne      |
| Hammarö 45:1                      | Stensättning                     |              | Hammarö, Värmland   |                 | 59.270844, 13.556391 | 10214700450001 | Ladda upp en bild av detta fornminne      |
| Hammarö 46:1                      | Stensättning                     |              | Hammarö, Värmland   |                 | 59.316728, 13.546877 | 10214700460001 | Ladda upp en bild av detta fornminne      |
| Hammarö 48:1                      | Stensättning                     |              | Hammarö, Värmland   |                 | 59.317169, 13.457571 | 10214700480001 | Ladda upp en bild av detta fornminne      |
| Hammarö 49:1                      | Stensättning                     |              | Hammarö, Värmland   |                 | 59.317507, 13.505209 | 10214700490001 | Ladda upp en bild av detta fornminne      |
| Hammarö 49:2                      | Stensättning                     |              | Hammarö, Värmland   |                 | 59.317381, 13.505199 | 10214700490002 | Ladda upp en bild av detta fornminne      |
| Hammarö 50:1                      | Stensättning                     |              | Hammarö, Värmland   |                 | 59.317721, 13.510710 | 10214700500001 | Ladda upp en bild av detta fornminne      |
| Hammarö 51:1                      | Stensättning                     |              | Hammarö, Värmland   |                 | 59.318889, 13.510754 | 10214700510001 | Ladda upp en bild av detta fornminne      |
| Hammarö 52:1                      | Stensättning                     |              | Hammarö, Värmland   |                 | 59.317280, 13.509124 | 10214700520001 | Ladda upp en bild av detta fornminne      |
| Hammarö 53:1                      | Stensättning                     |              | Hammarö, Värmland   |                 | 59.316350, 13.509889 | 10214700530001 | Ladda upp en bild av detta fornminne      |
| Hammarö 54:1                      | Stensättning                     |              | Hammarö, Värmland   |                 | 59.335703, 13.481858 | 10214700540001 | Ladda upp en bild av detta fornminne      |
| Hammarö 55:1                      | Stensättning                     |              | Hammarö, Värmland   |                 | 59.336163, 13.481694 | 10214700550001 | Ladda upp en bild av detta fornminne      |
| Hammarö 58:1                      | Stensättning                     |              | Hammarö, Värmland   |                 | 59.287185, 13.516629 | 10214700580001 | Ladda upp en bild av detta fornminne      |
| Hammarö 59:1                      | Hällristning                     |              | Hammarö, Värmland   |                 | 59.323836, 13.456165 | 10214700590001 | Ladda upp en bild av detta fornminne      |
| Hammarö 67:1                      | Stensättning                     |              | Hammarö, Värmland   |                 | 59.327618, 13.549844 | 10214700670001 | Ladda upp en bild av detta fornminne      |
| Hammarö 68:1                      | Stensättning                     |              | Hammarö, Värmland   |                 | 59.328093, 13.547704 | 10214700680001 | Ladda upp en bild av detta fornminne      |
| Hammarö 72:1                      | Ristning, medeltid/historisk tid |              | Hammarö, Värmland   |                 | 59.297841, 13.596815 | 10214700720001 | Ladda upp en bild av detta fornminne      |
| Hammarö 73:1                      | Ristning, medeltid/historisk tid |              | Hammarö, Värmland   |                 | 59.298709, 13.600145 | 10214700730001 | Ladda upp en bild av detta fornminne      |
| Hammarö 74:1                      | Hällristning                     |              | Hammarö, Värmland   |                 | 59.337474, 13.503529 | 10214700740001 | Ladda upp en bild av detta fornminne      |
| Hammarö 81:1                      | Gravfält                         |              | Hammarö, Värmland   |                 | 59.305384, 13.534818 | 10214700810001 | Ladda upp en bild av detta fornminne      |
| Hammarö 82:1                      | Stensättning                     |              | Hammarö, Värmland   |                 | 59.303989, 13.535606 | 10214700820001 | Ladda upp en bild av detta fornminne      |
| Hammarö 92                        | Stensättning                     |              | Hammarö, Värmland   |                 | 59.303021, 13.533265 | 12000000018797 | Ladda upp en bild av detta fornminne      |
| Hammarö 93                        | Stensättning                     |              | Hammarö, Värmland   |                 | 59.302612, 13.532467 | 12000000018798 | Ladda upp en bild av detta fornminne      |
| Hammarö 106                       | Stensättning                     |              | Hammarö, Värmland   |                 | 59.304998, 13.534380 | 12000000018813 | Ladda upp en bild av detta fornminne      |